# LC Euskirchen
Der LC Euskirchen (offiziell Lauf-Club Euskirchen e. V., auch Lauf Club Euskirchen) ist ein deutscher Sportverein aus Euskirchen mit dem Schwerpunkt Leichtathletik. Die Vereinsfarben sind Grün-Schwarz.

## Geschichte

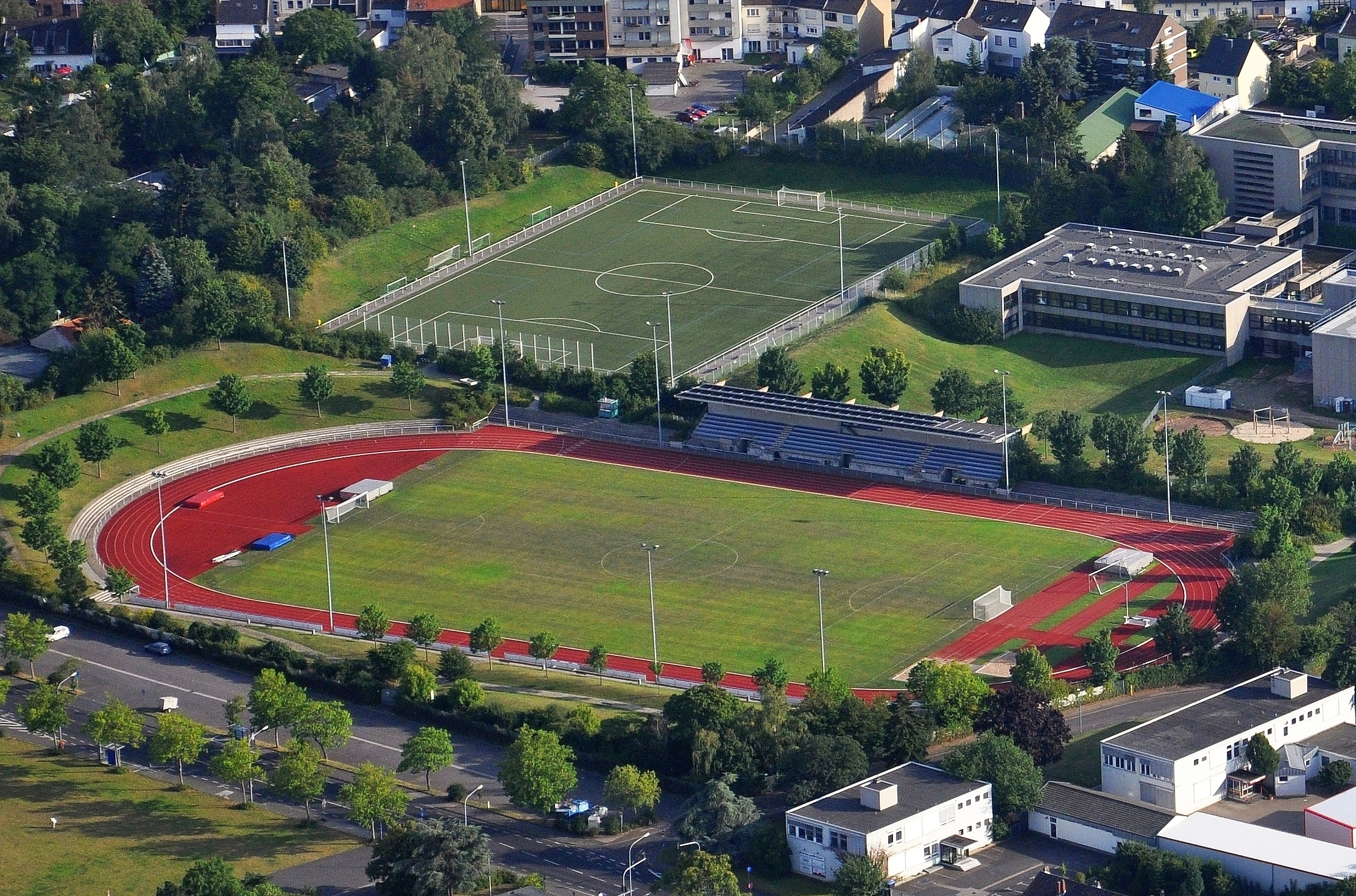
Heinz-Flohe-Stadion in Euskirchen

Der LC Euskirchen gründete sich 1978 auf Initiative von Willi Forneck und entstand aus einer Laufgruppe der LGO Euskirchen/Erftstadt.
Seit 1991 richtet der Verein den Silvesterlauf Rund um die Steinbachtalsperre an der Steinbachtalsperre bei Kirchheim aus. Den Lauf selbst gibt es bereits seit 1987, noch ausgerichtet von der LG Steinbachtalsperre.
Neben der Leichtathletik bietet der Verein Sportangebote für Nordic Walking und Gymnastik an sowie diverse Breitensportangebote. Trainingsstätten sind unter anderem das Heinz-Flohe-Stadion und der Stadtwald Euskirchen. Mit dem TV Rheinbach besteht eine Startgemeinschaft in der Jugend U14 und U16.

## Bekannte Sportler
- Heinz-Bernd Bürger, Deutscher Meister im Crosslauf (Langstrecke) 1991, 1994 und 1997 und Deutscher Meister im 25-km-Straßenlauf 1991. Teilnehmer der Crosslauf-Weltmeisterschaften 1987 (85. Platz), 1990 (196. Platz), 1991 (156. Platz) und 1992 (50. Platz).
- Astrid Benöhr, Ultra-Triathletin, 11-fache IUTA-World-Cup-Siegerin, Weltmeisterin Triple-Ultratriathlon IUTA (inoffiziell) 1998, 2000, 2003, Europameisterin Triple-Ultratriathlon IUTA (inoffiziell) 2001[7]
- Frank Kase, Deutscher Meister mit der Mannschaft im 25-km-Straßenlauf 1991 und Bronze 1992.
- Sven Wille, Deutscher Meister mit der Mannschaft im 25-km-Straßenlauf 1991 und Bronze 1992.
- Andreas Butz, Ultramarathonläufer und Lauftrainer.

Daneben diverse Gesamtsieger bekannter Volksläufe wie Rursee-Marathon (16,5-km-Strecke), Silvesterlauf von Werl nach Soest.